# RADOSE
RADOSE, también denominado RADOSE 112, fue un satélite artificial conjunto de la USAF y la US Navy lanzado el 15 de junio de 1963 mediante un cohete Tor desde la base de Vandenberg. Reentró en la atmósfera el 30 de julio del mismo año.
La misión de RADOSE fue la de realizar mediciones de radiación en órbita baja terrestre.